# Burgena constricta
Burgena constricta là một loài bướm đêm trong họ Noctuidae.